# Proailurus
Proailurinae
Sous-famille
Genre
Espèces de rang inférieur
- †Proailurus bourbonnensis (Peigne, 1999)
- †Proailurus lemanensis (Filhol, 1879)
- †Proailurus major (Peigne, 1999)

Proailurus (du grec ancien πρό / pro, « avant » et αἴλουρος / ailouros « chat ») est un genre fossile de félins qui vivait en Eurasie il y a 25 millions d'années (Oligocène puis Miocène). Des fossiles ont été retrouvés en Mongolie, en Allemagne, en Espagne et en France. Il s'agit du plus ancien félin découvert à ce jour, et du seul genre de la sous-famille, également éteinte, des Proailurinae qui est considéré comme l’ancêtre des félinés, des panthérinés ainsi que des machairodontinés.

## Description
La plus grande espèce, Proailurus lemanensis, mesurait 1 mètre de long, 35 cm de haut et pesant environ 10 kg. Il avait une longue queue, de grands yeux ainsi que des griffes et des dents acérées. Ses griffes auraient été rétractables dans une certaine mesure. Comme les viverridés, Proailurus était au moins partiellement arboricole.
Proailurus est un ancêtre probable de Pseudaelurus, qui a vécu il y a entre environ 20 et 10 millions d'années.